# Lėvuo
Der Lėvuo ist ein Fluss im Nordosten Litauens. Bei einer Länge von knapp 150 km ist der Einzugsbereich mit 1500 km² jedoch ziemlich klein. Entsprechend trocknet der Fluss im Sommer nahezu aus und wächst zu, während es bei Regen zu Überschwemmungen der seichten Ufer kommt. In diesem Fall wird ein Teil des Wassers über den Sanžilė-Kanal in die Nevėžis abgeleitet.